# Эвальд, Иоганн Людвиг
Иоганн Людвиг Эвальд (нем. Johann Ludwig Ewald; 16 сентября 1748, Драйайх, Гессен-Дармштадт — 19 марта 1822, Карлсруэ) — прусский протестантский священнослужитель, богослов, писатель

, педагог.

## Биография
Изучал богословие в Марбургском и Гёттингенском университетах. Учительствовал в Касселе. Затем стал пастором в Ханау, а с 1770 года — в Оффенбахе. В 1781 году был назначен придворным проповедником и генеральным суперинтендентом (епископом) в Липпе-Детмольде.
Последователь идей педагога-гуманиста Иоганна Генриха Песталоцци. Его образовательная и просветительская реформаторская работа, особенно в системе начальной школы Липпе-Детмольда, была признана ещё в 1790 году.
С 1796 по 1805 год был проповедником в церкви Святого Стефана в Бремене. Провёл успешную кампанию по реформе школьной системы Бремена.
В 1805 году был назначен профессором теологии Гейдельбергского университета.
Автор ряда богословских и просветительских работ, кроме того написал: «Phantasien auf einer Reise» (1797); «Mehala, die Jephtaidin» (1808); «Eheliche Verhältnisse u. eheliches Leben in Briefer» (1810—11) и др.
Известен юношеской дружбой с Гёте.